# 세체니 이슈트반

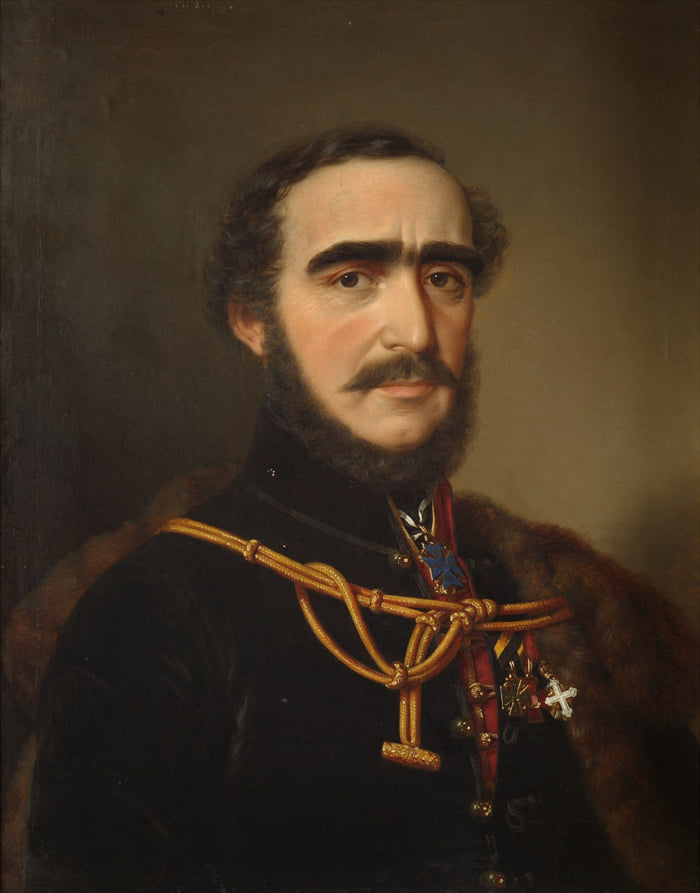
세체니 이슈트반

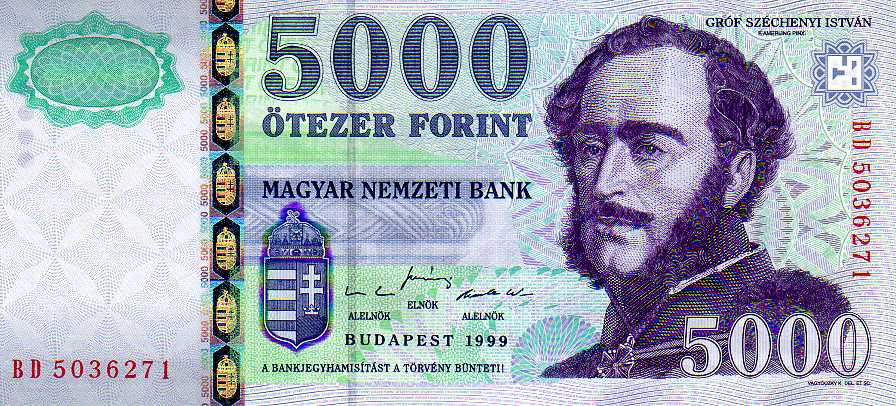
세체니 이슈트반의 초상화가 그려진 헝가리 5000 포린트 지폐

샤르바르펠쇠비데크 백작 세체니 이슈트반(헝가리어: Gróf sárvárfelsővidéki Széchenyi István [ˈse̝ːt͡ʃe̝ːɲi ˌiʃtvɑ̈ːn][*], 1791년 9월 21일 ~ 1860년 4월 8일)은 19세기 전반에 활약한 헝가리의 자유주의 귀족, 정치인이다. 부다페스트를 대표하는 관광 명소인 세체니 다리는 그의 이름을 따서 붙인 것이다.

## 생애
오스트리아 빈에서 세체니 페렌츠 백작의 아들로 태어났다. 청년 시절에는 나폴레옹 전쟁에 참전하기도 했으며 1815년부터 1821년까지 유럽을 여행했다.
1825년에는 자신이 1년 동안 모은 수입을 헝가리 과학 아카데미 설립 기금으로 기부했으며 1830년에는 도나우강에 증기선을 운항하도록 지시했다. 그 외에 《신용》(Hitel, 1830년), 《빛》(Világ, 1831년), 《경기장》(Stádium, 1833년)과 같은 저서를 출간하면서 봉건적인 특혜 철폐를 포함한 개혁 방안을 제시했다.
1840년대에는 오스트리아 합스부르크 군주국으로부터의 완전한 독립을 주장했던 코슈트 러요시가 이끄는 급진주의 세력에 의해 정치적인 입지가 흔들리기 시작했다. 1848년 3월에는 버차니 러요시 내각에서 교통부 장관을 역임했지만 1848년 헝가리 혁명 붕괴에 대한 두려움으로 인해 우울증이 생기면서 사직했고 한동안 빈 교외의 정신병원에 수용되기도 했다.
1859년에는 헝가리에 대한 오스트리아 합스부르크 가의 절대주의 통치를 비난하는 내용이 담긴 팸플릿을 출판한 것이 문제가 되어 반역죄로 기소하겠다는 위협을 받았고 1860년 4월 8일 빈에서 자살하고 만다.